# 虐待關係中的權力與控制
虐待關係中的權力與控制（英語：Abusive power and control），又稱為言行控制、強制控制、威權，指的是施虐者獲得且維持權力並藉以掌控另一人（受虐者）使他受到精神虐待、生理虐待、性虐待或經濟制裁。施虐者施虐的動機不一，可能是為了個人利益（不一定是指金錢）、個人的滿足、心理投射、貶低、羨慕、或只是單純享受於權力的使用和控制（欲）。